# Gunnar Haberland
Gunnar Haberland (* 16. Mai 1978 in Hamburg) ist ein deutscher Schauspieler.

## Leben und Wirken
Gunnar Haberland ist der Sohn eines Hamburger Kaufmannes und einer Innenarchitektin und besuchte die Rudolf Steiner Schule Hamburg-Wandsbek. Nach dem Zivildienst absolvierte er seine Schauspielausbildung von 2001 bis 2004 an der Schule für Schauspiel Hamburg. Anschließend wirkte er hauptsächlich als Gast an deutschen Theatern wie am Schauspielhaus Hamburg, am Altonaer Theater und am Theater in der Basilika. Von 2008 bis 2011 war er festes Ensemblemitglied bei der Bremer shakespeare company, wo er auch noch längere Zeit als Gast in Timon aus Athen spielte. 2012 wurde dieses Stück zum World Shakespeare Festival Globe to globe im Londoner Globe Theatre eingeladen, sowie zum Theatertreffen 2014 der 35. Duisburger Akzente.
Von 2014 bis 2018 war er auf der Bühne des Berliner Kriminal Theater zu sehen, wo er als fester Gast-Schauspieler engagiert war. Haberland wurde 2016 für seine Theaterrolle in Ausser Kontrolle am Berliner Kriminal Theater für den Goldenen Vorhang nominiert. Des Weiteren spielte er an Bühnen wie dem Theater der Altmark, dem Theater für Niedersachsen, am Kampnagel, an den Fliegenden Bauten Hamburg und bei den Clingenburg Festspielen.
Neben dem Theater wirkt Haberland auch als Filmschauspieler. So spielte er in Kurzfilmproduktionen wie It´s dark in the city (Produziert von der DFFB) und in TV-Produktionen wie Gute Zeiten, schlechte Zeiten als Gastrolle Dr. Peter Herwig.
Zudem ist er als Sprecher von Hörbüchern, Hörspielen, Dokumentationen und Videospielen tätig und arbeitet als Rhetorik- und Präsentations-Trainer sowie als Coach mit dem Spezialgebiet Auftritt & Wirkung.
Haberland lebt als freischaffender Schauspieler und Business-Trainer mit seiner Familie in Bremen.

## Filmografie (Auswahl)
- 2010: Notruf Hafenkante (Fernsehserie, 1 Folge)
- 2010: Deckname Cor – Das dramatische Leben des Max Windmüller
- 2011: Gibsy! Die Geschichte des Boxers Johann Rukeli Trollmann
- 2012: Gute Zeiten, schlechte Zeiten (Fernsehserie, 1 Folge)
- 2013: Revolutionszelle (Kurzfilm)
- 2014: Diebe des Schlafes
- 2014: Wende (Kurzfilm)
- 2015: It’s dark in the city (Kurzfilm)
- 2015: Aktenzeichen XY ungelöst (Fernsehsendung, 1 Folge)

## Sprecher
Computerspiele
- 2009: The Whispered World
- 2010: A New Beginning
- 2011: Harveys neue Augen
- 2012: Dishonored: Die Maske des Zorns
- 2012: Deponia
- 2012: Das Schwarze Auge: Satinavs Ketten
- 2014: Dragon Age: Inquisition

Hörspiele
- 2012: Madelaine de Scuderi
- 2014: Der junge Goethe
- 2015: Paul & Pantoffel

Hörbücher
- 2015: Keep Me – Verwandelt
- 2015: Hold Me – Verbunden